# Mohamed Azmeer
Mohamed Azmeer, auch Mohamed Asmeer, (* 28. Februar 1982 in Colombo) ist ein ehemaliger sri-lankischer Fußballspieler.

## Karriere

### Verein
Er war von 2001 bis 2013 für diverse heimische Erstligisten aktiv und gewann in dieser Zeit zweimal die nationale Meisterschaft mit dem Negombo Youth SC.

### Nationalmannschaft
Von 1999 bis 2009 war er Mitglied der sri-lankischen Fußballnationalmannschaft und nahm mit dieser am AFC Challenge Cup 2008 teil. Bei diesem Turnier trug er die Rückennummer 14. Insgesamt absolvierte er in dieser Zeit 33 Länderspiele und erzielte dabei ein Treffer.

## Erfolge
- Sri-lankischer Meister: 2003, 2006